# Provincia de Lunda Norte
Lunda Norte es una de las veintiún provincias de Angola. Lucapa es su ciudad capital.
Tiene una superficie de 103 760 km² y una población de 862 566. El primer Presidente de Angola, Agostinho Neto, hizo de Lucapa la capital provincial tras la independencia, pero la capital se trasladó posteriormente a Dundo. Limita al noreste con la República Democrática del Congo y al sur con Lunda Sul, una provincia rica en oro y diamantes,pero muy subdesarrollada y empobrecida. La UNITA utilizó el dinero generado por la venta de diamantes para financiar sus esfuerzos bélicos. El valle del río Cuango, la zona diamantífera más rica de Angola, se encuentra en la provincia. La minería corre a cargo de empresas notables como DeBeers y Endiama. La provincia de Lunda, cuya capital era Saurimo fue creada por el imperio colonial portugués el 13 de julio de 1895. En 1978, el gobierno del Movimiento Popular para la Liberación de Angola (MPLA) la dividió en las subdivisiones de Lunda-Sul y Lunda-Norte. La minería del hierro y el manganeso son también importantes actividades económicas. Es conocida por sus esculturas. La más notable es El Pensador, una escultura de un hombre que sostiene su cabeza. Es rica en flora y fauna.
Lunda Norte está poblada por chokwe, lunda y otros grupos étnicos. Ernesto Muangala es el actual gobernador de la provincia. Lino dos Santos, Deolinda Odia Paulo Satula Vilarinho y Ângêlica Nené Curita Ihungo son los vicegobernadores de los Servicios Técnicos y de Infraestructuras, del Área del Sector Económico y del Área del Sector Político y Social, respectivamente.Un museo etnográfico situado en la provincia es visitado por muchos turistas. Durante la guerra civil angoleña (1975-2002) murieron muchos civiles en los enfrentamientos entre la Unión Nacional para la Independencia Total de Angola (UNITA) y las Fuerzas Armadas Angoleñas (FAA). También se vieron afectadas las explotaciones mineras de diamantes. Muchas minas terrestres colocadas durante la guerra civil siguen presentes en la provincia. La lepra y la elefantiasis son enfermedades importantes que afectan a la provincia.

## Municipios con población estimada en julio de 2018
- Cambulo 135,392
- Capenda-Camulemba 65,688
- Caungula 31,747
- Chitato 219,977
- Cuango 207,139
- Cuilo 23,680
- Lóvua 14,687
- Lubalo 23,258
- Lucapa 173,862
- Xá-Muteba 76,752

## Territorio y Población
El área de Lunda Norte es de 103 760 kilómetros cuadrados y su la población en 2014 es 862 566 habitantes, frente a 292 000 de julio de 1991.
La densidad poblacional es de unos 8,3 residentes por kilómetro cuadrado.
Linda al norte y al este con la República Democrática del Congo; al sur con la provincia de Lunda del Sur; al oeste con las provincias de Malanje y de Bié.

## Municipios
Esta provincia agrupa los siguientes nueve municipios.
- Cambulo
- Capenda-Camulemba
- Caungula
- Chitato
- Cuango
- Cuílo
- Lubalo
- Lucapa (Verissimo Sarmento)
- Xá-Muteba

## Comunas
La provincia de Lunda Norte contiene las siguientes comunas ordenadas por sus respectivos municipios:
- Municipio de Capemba-Camulemba: - Capenda-Camulemba, Xinge
- Municipio de Cambulo: - Cachimo, Cambulo, Canzar, Luia
- Municipio de Caungula: - Camaxilo, Caungula
- Municipio de Chitato: - Dundo-Chitato, Luachimo
- Municipio de Cuango: - Cuango, Luremo
- Municipio de Cuilo: - Caluango, Cuilo
- Municipio de Lóvua: - Lóvua
- Lubalo Municipio: - Luangue, Lubalo, Muvulege (Muvuluege)
- Municipio de Lucapa: - Camissombo, Capaia, Lucapa, Xa-Cassau (Shah-Cassau)
- Municipio de Xá-Muteba: - Cassanje-Calucala, Iongo, Xá-Muteba (Shah-Muteba)

## Lista de gobernadores[13]
| Nombre                                        | Años mandato |
| --------------------------------------------- | ------------ |
| João Ernesto dos Santos Liberdade             | 1978–1982    |
| Silvério Gelim Paim Kubindama                 | 1982–1986    |
| Norberto Fernandes dos Santos Kwata Kwanawa * | 1986–1992    |
| Moisés Nele                                   | 1993–1997    |
| Manuel Francisco Gomes Maiato                 | 1997–2008    |
| Ernesto Muangala                              | 2008–        |

## Etnias
Luchazi-Chokwe al nordeste, Maxinje al noroeste y Quembo al suroeste.